# لیف گرت
لیف گرت (انگلیسی: Leif Garrett؛ زادهٔ ۸ نوامبر ۱۹۶۱) یک موسیقی‌دان اهل ایالات متحده آمریکا است. وی از سال ۱۹۶۶ میلادی تاکنون مشغول فعالیت بوده‌است.
از فیلم‌های معروف او می‌توان به بازی در فیلم بیگانگان و روزی که مردم زود بیدار شدم اشاره کرد.